# Dolina Cicha Orawska

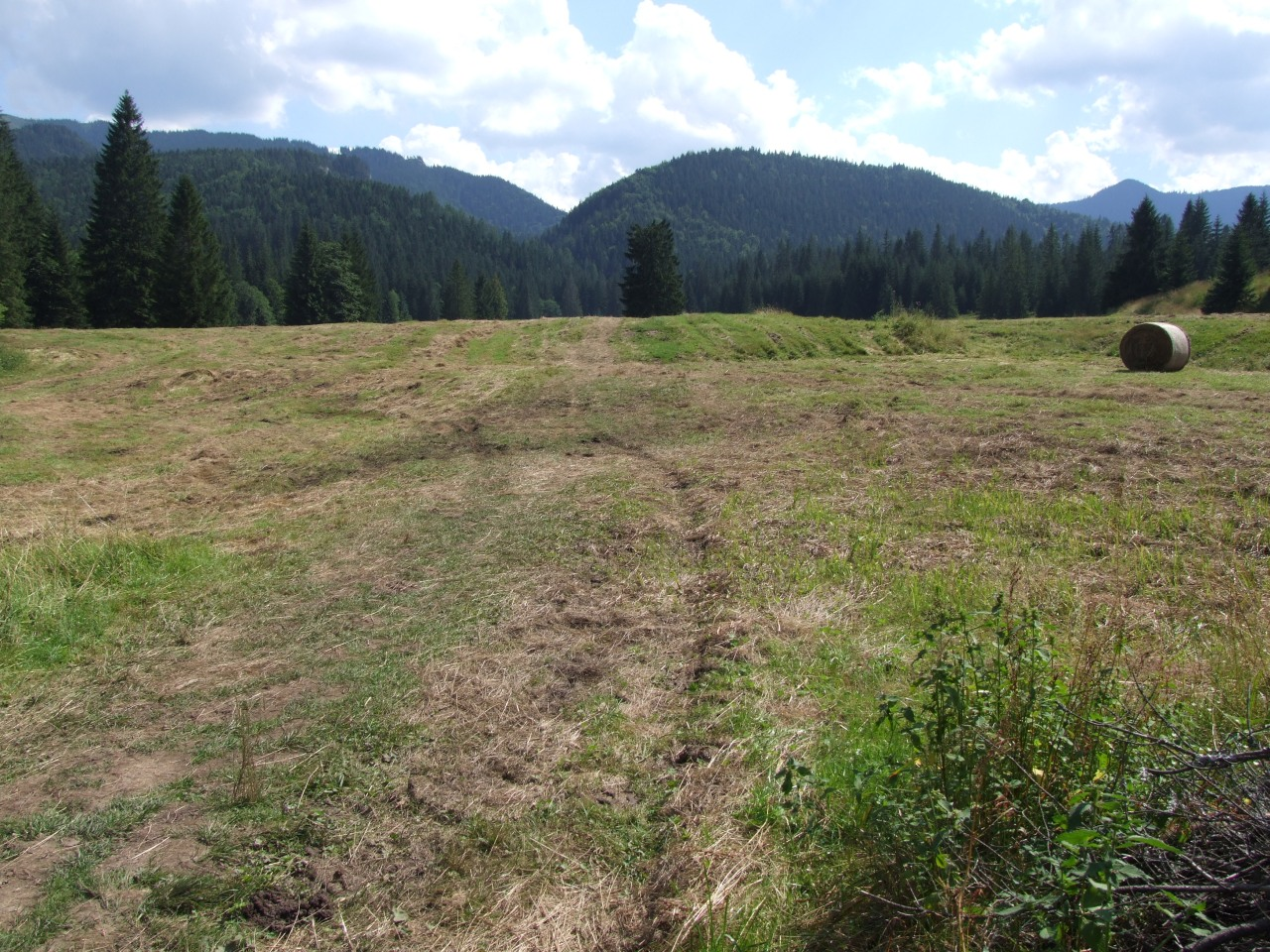
Szatanowa Polana i Tatry

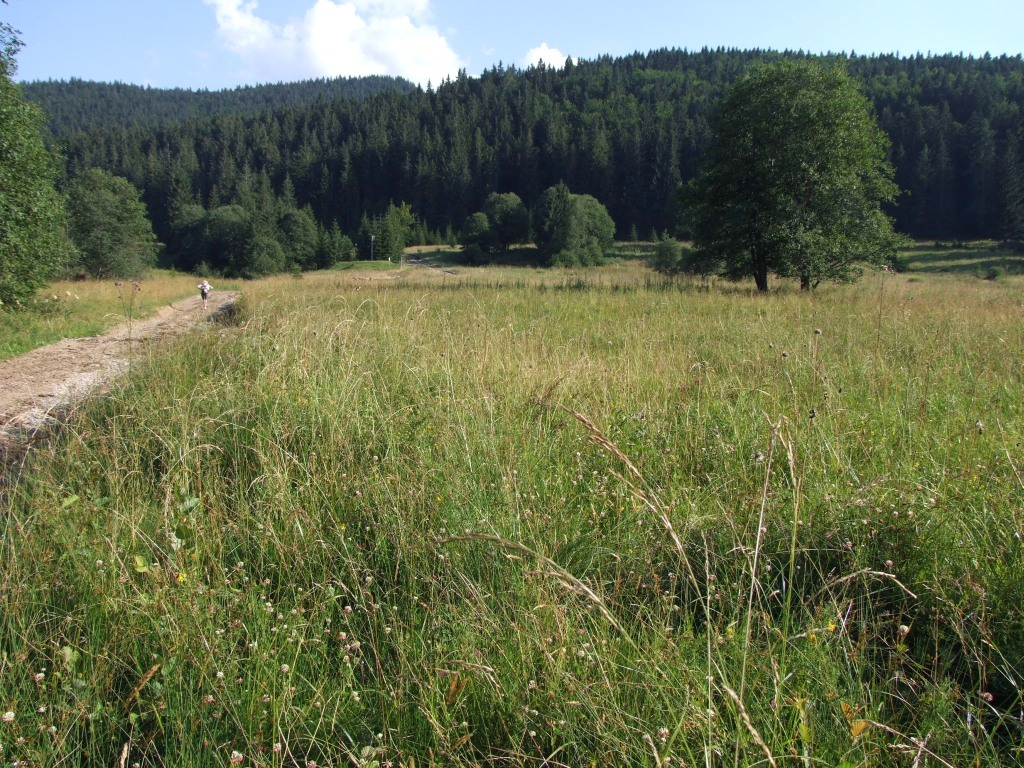
Czymchowska Polana

Dolina Cicha Orawska (słow. Tichá dolina) – dolina będąca częścią Rowu Podtatrzańskiego. Znajduje się na pograniczu Tatr i Pogórza Spisko-Gubałowskiego. Płynący jej dnem potok Cicha Woda Orawska wyznacza granicę między tymi regionami; po jego północnej stronie znajdują się Orawicko-Witowskie Wierchy (część Pogórza Spisko-Gubałowskiego), po południowej – Tatry Zachodnie. Dla odróżnienia od innej Doliny Cichej (również na Słowacji) nazywana jest obecnie Doliną Cichą Orawską, dawniej nazywana była po prostu Doliną Cichą. Znajduje się niemal całkowicie na terenie Słowacji, jedynie niewielki skrawek z polaną Molkówka należy do Polski (od Bramy Orawskiej po granicę państwową).

## Topografia
Dolina ma długość ok. 5 km i niewielki spadek w zachodnim kierunku (od ok. 950 do 810 m n.p.m.). W górnej i w dolnej części jest wąska, w części środkowej rozszerza się. Uchodzi na wschodnim skraju Szatanowej Polany do Kotliny Orawickiej. Jej zachodnią granicę wyznacza na tym odcinku koryto Juraniowego Potoku. Północne obramowanie tworzy Magura Witowska (1232 m) i Przysłop Witowski (1164 m), od wschodu jej granicę stanowi Wielki Europejski Dział Wodny od Przysłopu Witowskiego przez Bramę Orawską i dolną część północnej grani Wołowca (po Jamborowy Wierch). Granicę południową tworzy długi grzbiet ciągnący się przez Jambory i Umarłą Kopkę po Jeżowy Wierch.
Jej największym odgałęzieniem jest Dolina Juraniowa, inne odgałęzienia to: Dolina Furkaska, Dolina Czaplowa i żleb Bratraniec, obramowane grzbietami Jeżowego Wierchu (1086 m), Czaplowego Wierchu (1096 m) i Turka (1186 m). Wszystkie te doliny znajdują się w południowej, tatrzańskiej części, w północnej części dolina nie tworzy odgałęzień.

## Historia
Dolina była od dawna jednym z ważniejszych ośrodków pasterstwa. Paśli na niej nie tylko Słowacy, ale również polscy górale z Podhala. Kupili oni tutaj tereny wypasowe od Twardoszyna i użytkowali je jeszcze przed II wojną światową. Obecnie dolina jest w dalszym ciągu użytkowana gospodarczo; znajdujące się na jej dnie i łagodnych zboczach łąki są koszone i wypasane. W pobliżu centrum Orawic znajduje się duży kompleks tych łąk. Na dnie doliny, kolejno w górę znajdują się polany: Czymchowska Polana, Czaplówka, Cicha Polana i Molkówka. Obecnie południowa, tatrzańska część doliny wchodzi w skład słowackiego Tatrzańskiego Parku Narodowego. Jego granica biegnie wzdłuż drogi prowadzącej dnem doliny. Polska (niewielka) część doliny jest poza parkiem narodowym.
Dnem doliny prowadzi droga (zakaz wjazdu pojazdów) i szlak turystyczny. Dawniej z drogi tej często korzystali polscy turyści, którzy z Zakopanego przez polanę Molkówka i Dolinę Cichą wędrowali do Orawic i na Osobitą, zarówno pieszo, jak i furmankami. Po II wojnie światowej granica państwowa uniemożliwiła to. Dla polskiego turysty szczyty Tatr z tego szlaku wyglądają odmiennie i są trudno rozpoznawalne.

## Szlaki turystyczne
z Orawic przez Szatanową Polanę i Juraniową Cieśniawę na Umarłą Przełęcz. Czas przejścia: 1:45 h, ↓ 1:30 h.